# 松本重治
松本 重治（まつもと しげはる、1899年〈明治32年〉10月2日 - 1989年〈平成元年〉1月10日）は、日本のジャーナリスト。
財団法人国際文化会館の設立に尽力して自ら理事長に就いたほか、1952年から16年間にわたりアメリカ学会の会長を務め、地域研究の振興に努めた。近衛文麿の信任が厚く、日中戦争の際には汪兆銘工作を進めた中心人物のひとり。

## 年譜
- 1899年10月2日、大阪市堂島に九州電気軌道社長の父・松本枩蔵、母・光子の子として生まれる。光子は松方正義の四女。松本重太郎の跡を継いだ養嫡子の枩蔵は九州電気軌道会社の重役（のち社長）となり生活の大半を九州で過ごした。重治は小学校、中学校時代を母親とともに神戸にすごす。
- 神戸一中卒業。
- 1917年 - 第一高等学校に入学。
- 1920年 - 東京帝国大学法学部入学。
- 1923年 - 大学院に進学。
- 1924年 - イェール大学に留学。
- 1925年 - ウィスコンシン大学に留学。
- 1926年 - ジュネーヴ大学に留学。
- 1927年 - 帰国。東京帝国大学高木教授のヘボン講座助手。
- 1932年 - 「東京政治経済研究所」創設。「新聞聯合社」（のちの同盟通信社）入社。
- 1939年 - 同盟通信社編集局長。
- 1943年 - 同盟通信社常務理事。
- 1945年 - 同盟通信社を退職。「民報」社を設立、社長兼主筆。
- 1947年 - 公職追放の処分を受ける。アメリカ学会を創設。
- 1951年 - ジョン・ロックフェラー3世と再会。
- 1952年 - 国際文化会館（東京都港区六本木）専務理事。
- 1965年 - 国際文化会館理事長。
- 1969年 - 勲一等瑞宝章を受章。
- 1976年 - 文化功労者。
- 1989年 - 没。国際文化会館葬が行われた。

## 評価

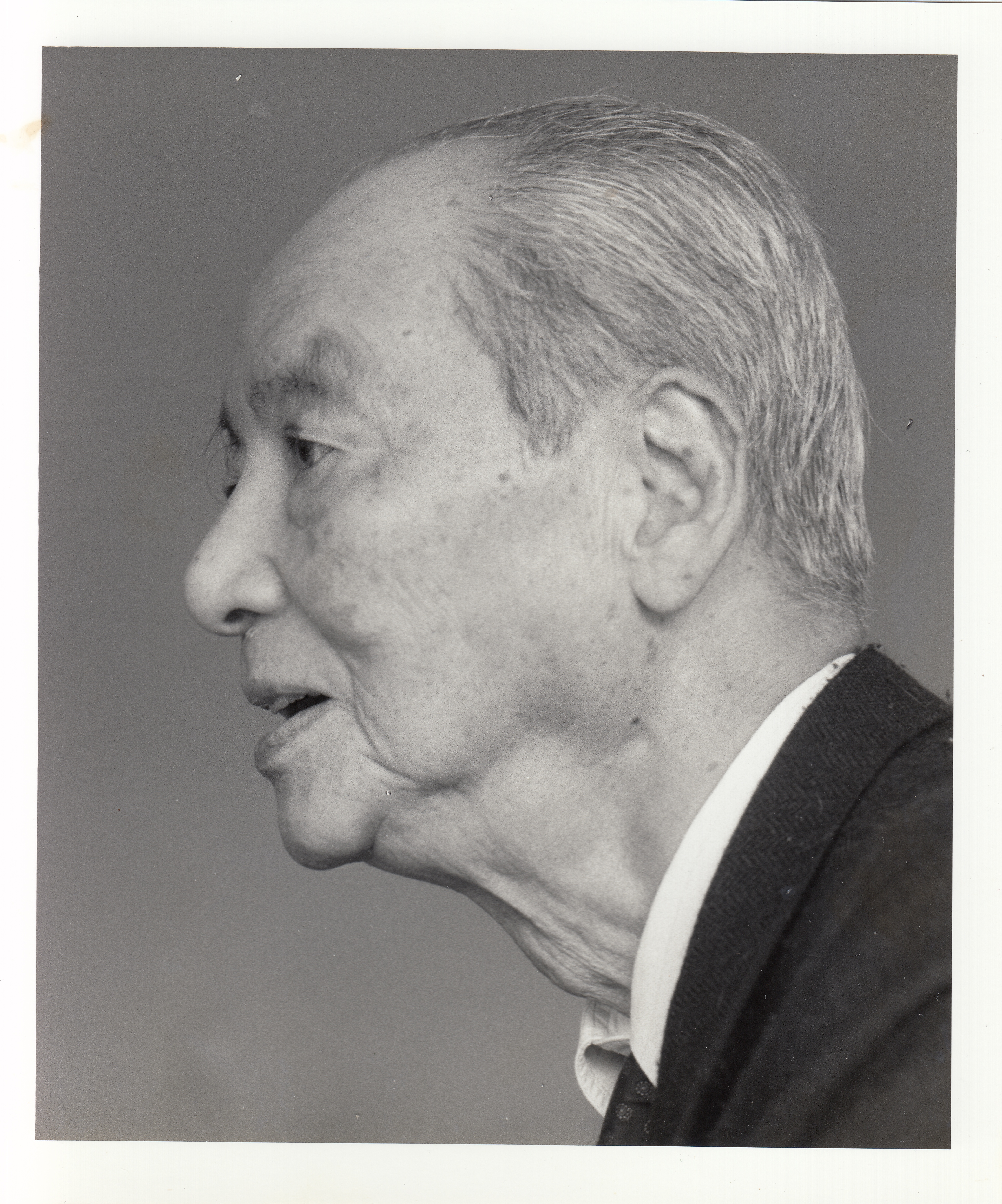
松本重治

アメリカ研究の泰斗高木八尺を生涯の師と仰ぎ、戦後は国際文化交流のプログラムと世界的な知識人達を招待する民間の知的交流機関を運営。会館に一生を捧げた彼は自らを「宿屋のオヤジ」と呼び、趣味のパイプを咥えた姿で世界中のブレインの信用を集めた。親日派とされた歴史家のアーノルド・J・トインビー、ロックフェラー財団のジョン・ロックフェラー3世は松本を無二の親友とよび、会館の運営に協力している。文化交流と若者の道を拓くためフルブライト委員会やユネスコ国内委員会の委員、国立西洋美術館評議員にもなったが、吉田茂、鳩山一郎、池田勇人からの、駐米大使、駐英大使、国連大使の公職は断っている。吉田茂に白洲次郎の大臣就任を諮問された際には「言葉の足りない奴だから」と仲の良かった後輩の廟堂入りも止めさせた程に、誰に対しても遠慮はしなかった。
坊ちゃん気質で、会った人間の人柄で惚れる（反面、嫌う癖もある）為に、戦前は近衛文麿に協力している。近衛自身が心ならずも周囲の波に押し流される時でさえ、この友情だけは動かなかった。上海の総領事に記者が質問をした際、「君たちの仲間である松本君に聞きなさい」と語ったとされる程に、中国の要人・ジャーナリスト・学者との深い交流を持ち、この事が西安事件の独占スクープとして世界を激震させる要因となる。1930年の京都における第3回太平洋会議以来、新渡戸稲造の薫陶を受けていた。
著書に『上海時代　ジャーナリストの回想』（全3巻、中公新書、1974～1975年）、『近衛時代』（全2巻、中公新書、1986～1987年）がある。昭和史の生き証人ではあるが、歴史学者から「日米開戦に関する近衛の役割を「救済」する事を通じて、自己の歴史的役割を正当化しようとするもの」という批判がある。父方の祖父松本重太郎を生涯を通じて敬愛した。母方の祖父は松方正義。叔父の松方幸次郎は幼少より重治を可愛がり、重治は幸次郎の娘の花子と結婚している。この為、「松方コレクション」の散逸には心を痛めている。

## 家族

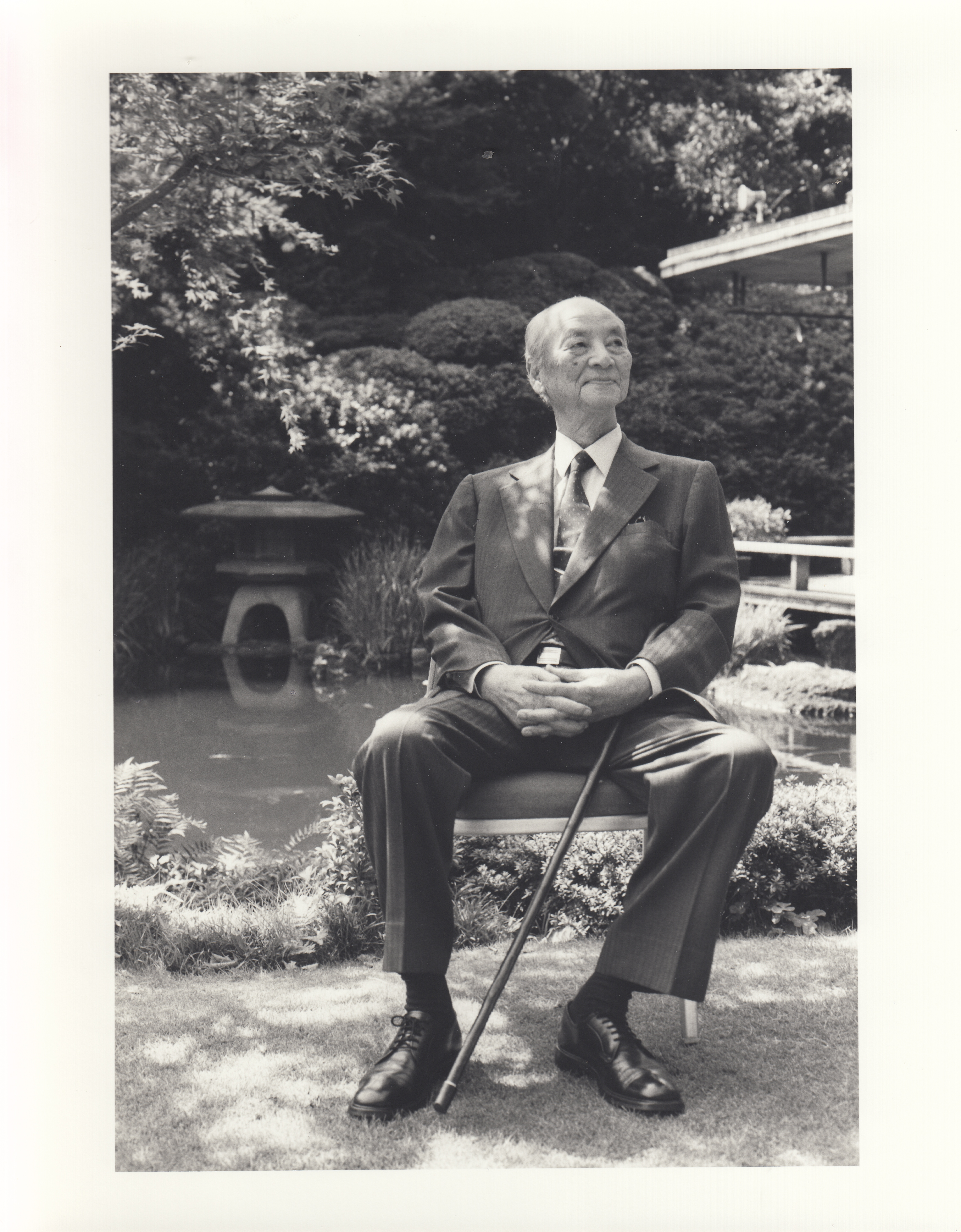
松本重治

父の松本枩蔵は松本重太郎の養子。旧姓は井上枩蔵といい、明治の実業家・井上保次郎の弟で、アメリカ遊学後、実子のなかった重太郎の跡取りとなったが、九州電気軌道専務・社長時代に空手形濫発により巨額を不正に得ていたことが1930年に発覚した（松本事件）。母の光子は明治の元勲松方正義の娘。妻の花子は松方正義の三男幸次郎の娘であり、母方の祖父は九鬼隆義。娘の操は槙文彦の妻。息子の洋（ひろし）は日本道路公団、国際開発センターに勤務ののち、国際文化会館専務理事。

## 人脈
以下、★は親戚を示す。

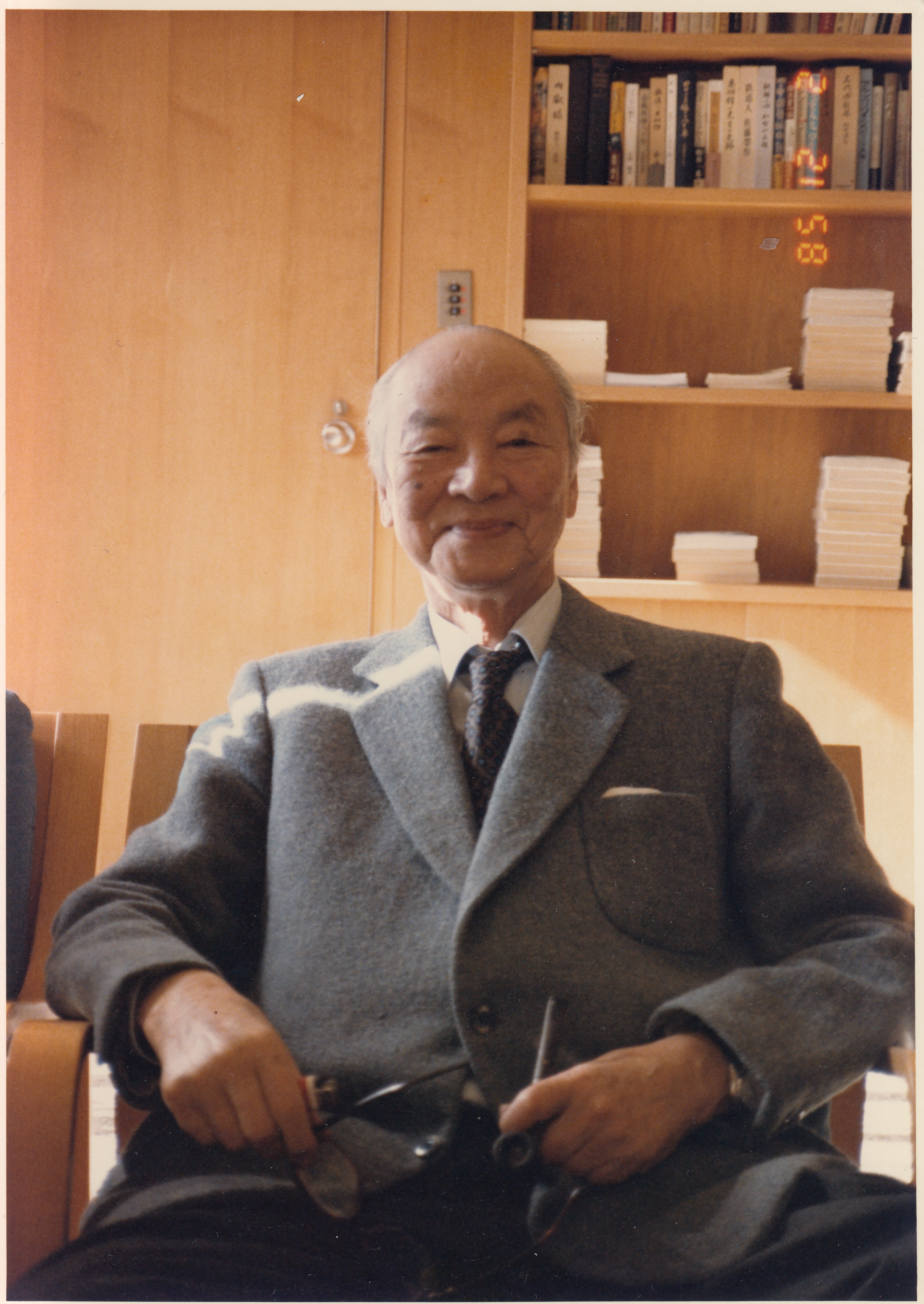
松本重治

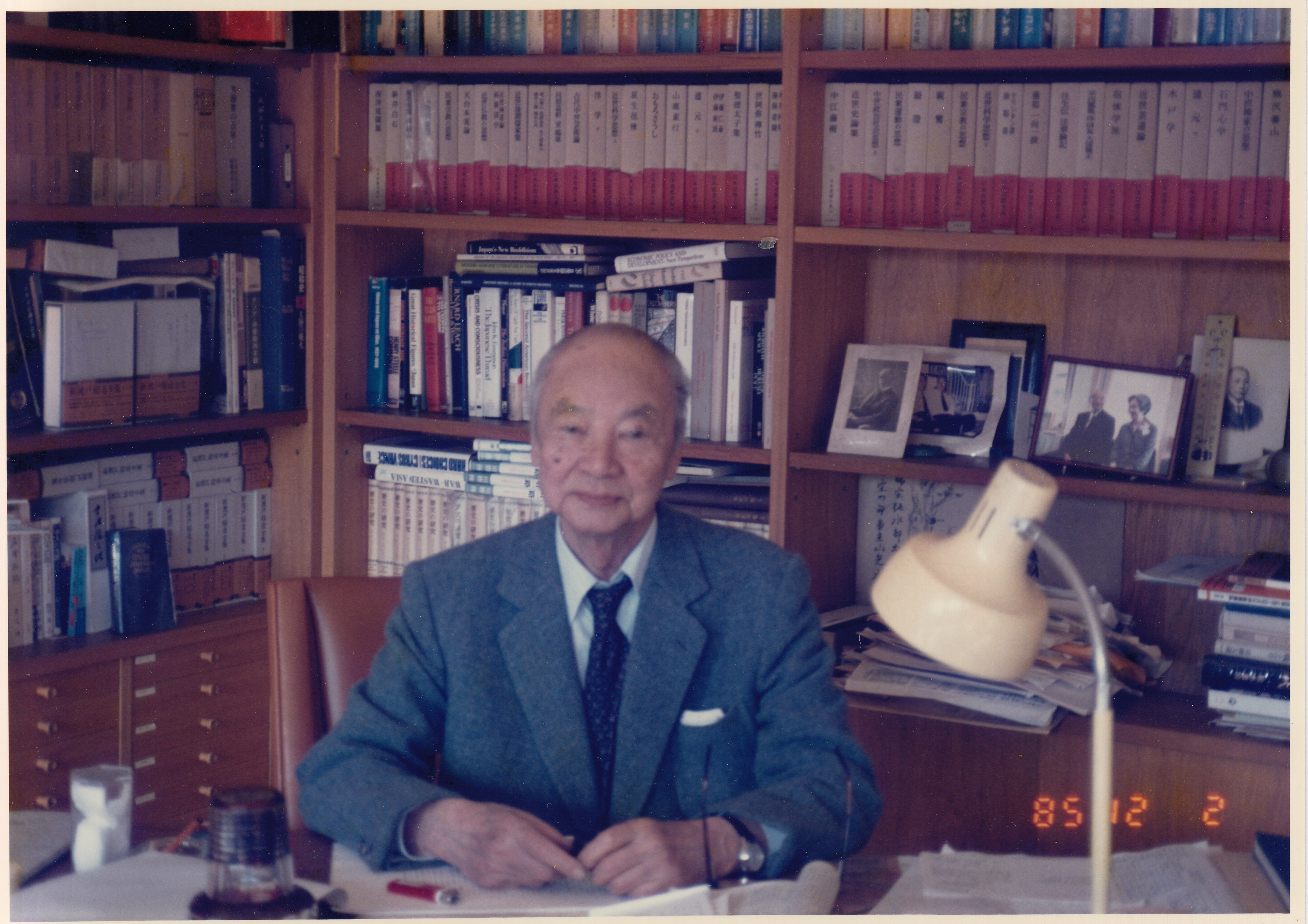
松本重治

神戸中学時代の後輩に、吉川幸次郎、今日出海、白洲次郎★。先輩に嘉治隆一。長与善郎★の白樺派に傾倒。一高時代の同期に牛場友彦★、岡崎嘉平太、尾崎秀実。東京帝国大学法学部で先輩に末弘厳太郎門下の蠟山政道、我妻栄、木村亀二がおり、日曜日には内村鑑三の聖書講義の会に通っていた。同い年の叔父松方三郎★とは遊び仲間で、西園寺公一もキンちゃん、シゲちゃんと呼び合う仲。
外遊した際にはニューヨークの日本大使館で鶴見祐輔と出会い、彼の縁で歴史家のチャールズ・ビアードと対面、その人柄に衝撃を受けてジャーナリストを志す。イェール大学では朝河貫一の謦咳に接する。ジュネーブのILOの国際会議で前田多門、松岡駒吉を知る。旧知の秩父宮が槇有恒★をリーダーとしてアルプス登山をする際には同行。御殿場時代には宮付きの士官だった本間雅晴とテニスをしている。
帰国後は内村を中心とした一高卒業生がつくる柏会グループの黒木三次★、鶴見祐輔、高木八尺★、前田多門の四名が後見人となり、東大の高木講座で助手に。長谷川如是閑を嘉治から紹介され、東大の俊英である蝋山と「国際政治経済研究所」を創設。
柏会メンバーで新渡戸門下の先輩でもある岩永裕吉★に誘われて新聞聯合社（聯合）に入社し、古野伊之助の「信用第一」の記者の心得を授かると上海支局長として単身赴任。聯合と日本電報通信社（電通）が合併して同盟通信社となった年に西安事件をスクープ。後藤隆之助と蔣介石の右腕徐新六の会談をセットして旧知の松井石根率いる派遣軍の南京入城をとめようと奔走する。汪兆銘工作では諸説あるが汪の立場を守ろうとしている。その一方で日米の和平工作にも協力した。
本業では里見甫を手伝い満州国通信社（国通）の設立に貢献した。後にロイターの社長となる中国支配人クリストファー・チャンセラーとはライバルであり友人でもあった。チャンセラーやジャーディン・マセソン商会当主のジョン・ケズウィックらの人脈により日本人が入れなかった「上海クラブ」に加入、クラブとして親米派の最長老の樺山愛輔★を招待して樺山に感謝されている。帰国後は上田碩三らと共に同盟通信社の常務会を構成しているが、後に語っているところでは上田は電通系だったため、聯合系で途中入社の松本は周りの目を気にしてあまり話ができなかったという。
敗戦直後には、親友だった近衛文麿の憲法調査活動を助けた。その近衛にA級戦犯容疑で出頭命令が出ると、やはり近衛のことをよく知ると牛場と共にその自殺を止めようとしたが力及ばなかった。同じ頃吉田茂★が外務大臣に就任すると、幼友達の白洲の依頼でアメリカのことはあまり知らない吉田の有力なブレーンとなり、その関係は吉田が総理を退任した後もその最晩年まで続いた。
また、国際文化会館理事長として、1973年に退職した鶴見良行を嘱託として1986年まで在籍させた。

## その他
- 1927年の金融恐慌で資産の大部分を失い12円50銭が重治の相続した金銭のすべてであったという。

## 著作
- 上海時代－ジャーナリストの回想（中公新書（全3巻）、1974-75年）。中央公論社（全1巻）、1977年
  - 中公文庫（全3巻）、1989年、同・改版（上下）、2015年。第23回日本エッセイスト・クラブ賞受賞
- 近衛時代－ジャーナリストの回想（中公新書（全2巻）、1986-87年）。蝋山芳郎編
- 国際日本の将来を考えて （朝日新聞社、1988年）
- 国際関係の中の日米関係　松本重治時論集 （中央公論社、1992年）

### 共著
- 昭和史への一証言　聞き手・国弘正雄（毎日新聞社、1986年／たちばな出版 2001年）
- 聞書・わが心の自叙伝　聞き手・加固寛子（講談社、1992年）
- 世界の歴史 16 現代－人類の岐路 （責任編集、世界の中の日本－むすび執筆）、中央公論社、のち中公文庫
- 昭和の戦争　ジャーナリストの証言 1　日中戦争（責任編集）、講談社、1986年

## 関連文献
- ハル・松方・ライシャワー[7]『絹と武士』文藝春秋、広中和歌子訳、1987年
- 財団法人国際文化会館『追想　松本重治』同刊行委員会編、1990年
- 開米潤『松本重治伝　最後のリベラリスト』藤原書店、2009年
- 鳥居英晴『国策通信社「同盟」の興亡　通信記者と戦争』花伝社、2014年
- 田邊純『松方三郎とその時代』新聞通信調査会、2018年。販売は共同通信社